# علم نفس تفضيل الموسيقى
علم نفس تفضيل الموسيقى هو دراسة العوامل النفسية وراء تفضيلات الموسيقى المختلفة للناس. يسمع الناس الموسيقى يوميًا في أجزاء كثيرة من العالم، وتؤثر على الناس بطرق مختلفة من تنظيم المشاعر إلى التطور المعرفي، إلى جانب توفير وسيلة للتعبير عن الذات. ثبت أن التدريب على الموسيقى يساعد في تحسين التطور الفكري والقدرة، على الرغم من عدم وجود أي صلة حول كيفية تأثيره على تنظيم المشاعر. تم إجراء العديد من الدراسات لإظهار أن الشخصية الفردية يمكن أن يكون لها تأثير على تفضيل الموسيقى، في الغالب باستخدام الشخصية، على الرغم من أن التحليل التلوي الأخير أظهر أن الشخصية في حد ذاتها تفسر اختلافًا بسيطًا في تفضيلات الموسيقى. لا تقتصر هذه الدراسات على الثقافة الأمريكية، فقد أجريت مع نتائج مهمة في دول في جميع أنحاء العالم، بما في ذلك اليابان، ألمانيا، إسبانيا، والبرازيل.

## تفضيل الشخصية والموسيقى

### شخصية
ظلت العلاقة بين التفضيل الموسيقي والشخصية موضوع خلاف طويل الأمد للباحثين بسبب التباين في النتائج والقوة التنبؤية المنخفضة التي أظهرتها الشخصية تاريخياً على تفضيلات الموسيقى. تحليل تلوي أجراه Schäfer و Mehlorn، (2017) للدراسات السابقة التي تحاول تحديد ما إذا كان البحث عن الخبرة أو أي من سمات الشخصية الخمسة الكبار تنبأت بالتفضيلات الموسيقية كشفت أن معامل الارتباط بين نوع الموسيقى وسمات الشخصية يمتلك قدرًا أكبر من 0.1 في 6 فقط من أصل 30 دراسة قاموا بمراجعتها. وجد أن الانفتاح على التجربة له أقوى ارتباط مع تفضيل ثلاثة أنماط موسيقية ؛ ومع ذلك، كان هذا الارتباط لا يزال طفيفًا نسبيًا. كانت الغالبية العظمى من معاملات الارتباط تقريبًا صفرية.
استخدمت الأبحاث الحديثة بيانات من مواقع بث الموسيقى بدلاً من البيانات المبلغ عنها ذاتيًا لإظهار أنه يمكن استخدام أنواع الموسيقى وعادات الاستماع لدى المستخدم للتنبؤ بسمات الشخصية الخمس الكبرى. في دراسة أجريت في عام 2020، قام الباحثون بتحليل البيانات من مستخدمي Spotify ورسموا سمات الشخصية الخمس الكبرى لأنواع مختلفة، والحالات المزاجية، والمقاييس المشتقة مثل عدد قوائم التشغيل، والتنوع في اختيار الأغنية، وتكرار عادات الاستماع. أظهرت النتائج زيادة في الارتباط. كان للانفتاح علاقة إيجابية مع موسيقى الغلاف الجوي والريغي والموسيقى الشعبية، بينما كان للضمير علاقة سلبية مع موسيقى الروك وأغاني "التنشيط" مثل أغنية " Happy " للفنان فاريل ويليامز . من حيث المقاييس المشتقة، كان للاستقرار العاطفي علاقة سلبية مع معدل تخطي المستمع، وكان للانفتاح علاقة إيجابية بمعدل اكتشاف الأغاني.
من المحتمل أن يكون أحد أوجه القصور في محاولة إقامة علاقة تنبؤية بين الموسيقى والشخصية ناتجًا عن ميل الباحثين للاستفادة من الأنواع الموسيقية المتجانسة بشكل مفرط، مع الإخفاق في حساب التباين داخل الأنواع الموسيقية. في دراسة أجراها Brisson and Bianchi (2021)، تم تزويد المشاركين بقائمة الذوق الموسيقي وطُلب منهم تقييم النوع الموسيقي وتفضيلات النوع الفرعي. على سبيل المثال، تعتبر الموسيقى الإلكترونية نوعًا موسيقيًا وتعد موسيقى المنزل نوعًا فرعيًا من الموسيقى الإلكترونية. أشارت النتائج إلى درجة عالية من التباين بين نوع المشاركين وتفضيلات النوع الفرعي. غالبًا ما يفشل الاستمتاع بنوع واحد أو نوع فرعي ضمن فئة النوع الأوسع في التنبؤ باستمرار بتصنيفات الأنواع والأنواع الفرعية ذات الصلة بنوع أو نوع فرعي آخر ذي صلة. في النهاية، تم العثور على رابطين متسقين فقط بين الأنواع والأنواع الفرعية، مما يدعو إلى التشكيك في موثوقية الأنواع الموسيقية في البحث. ومع ذلك، فإن التحقيق في هذه العلاقة بين تأثير الشخصية على تفضيل الموسيقى لا يزال مستمراً على الرغم من هذه القيود القائمة على النوع في المنهجية والتناقضات السابقة في نتائج البحث.
تم إنشاء استبيانات مختلفة لقياس السمات الشخصية الخمس الكبرى والتفضيلات الموسيقية. غالبية الدراسات التي حاولت العثور على الارتباط بين الشخصية والتفضيلات الموسيقية قدمت استبيانات لقياس كلتا السمتين. استخدم آخرون الاستبيانات لتحديد سمات الشخصية، ثم طلبوا من المشاركين تقييم المقتطفات الموسيقية على مقاييس مثل الإعجاب والتعقيد المتصور والشعور بالعواطف والمزيد.
بشكل عام، تؤثر سمات اللدونة (الانفتاح على التجربة والانبساط) على تفضيل الموسيقى أكثر من سمات الاستقرار (التوافق والعصابية والضمير)، ولكن لا تزال كل سمة تستحق المناقشة. وقد ثبت أيضًا أن سمات الشخصية ترتبط ارتباطًا وثيقًا بالتأثير العاطفي للموسيقى على الناس. يمكن أن تساعد الفروق الشخصية الفردية في التنبؤ بالحدة العاطفية والتكافؤ المستمدين من الموسيقى.

## التأثيرات الفردية والظرفية على التفضيلات الموسيقية
تمتلك الظروف تأثيرات مثبتة على تفضيلات الفرد لأنواع معينة من الموسيقى. في دراسة لعام 1996، قدّم المشاركون معلومات حول الموسيقى التي يفضلون سماعها في مواقف أو ظروف محددة، وخلصت نتيجة الدراسة إلى وجود دور كبير للظروف في تحديد التفضيلات الموسيقية لدى المشاركين. على سبيل المثال، تستدعي المواقف الكئيبة ميلًا نحو الموسيقى الحزينة والمزاجية، بينما يرتبط الموقف المتيقظ مع الميل نحو الموسيقى النشطة الصاخبة ذات الإيقاعات القوية.

### الجندر
تظهر النساء ميلًا أكبر للاستجابة بشكل عاطفي على الموسيقى مقارنة بالرجال. علاوة على ذلك، تفضل النساء الموسيقى الشعبية أكثر من الرجال. في دراسة حول الشخصية والجندر في تفضيل البيس المضخم، وجد الباحثون أن الرجال لديهم تفضيل أكبر لموسيقى البيس مقارنة بالنساء. يرتبط هذا التفضيل لموسيقى البيس أيضًا مع الشخصيات المعادية للمجتمع والشخصيات الحدية.

### الثقافة
أظهرت الأبحاث قدرة الثقافة على التأثير في التفضيلات الموسيقية. يميل البشر إلى الاستمتاع بالموسيقى المشابهة ثقافيًا أكثر من الموسيقى غير النمطية ثقافيًا. في دراسة لماكديرموت وشولتز (2016)، خضع المشاركون من ثلاث مناطق مختلفة في بوليفيا (لاباز، وسان بورخا وسانتا ماريا) والولايات المتحدة الأمريكية لعملية تقييم الاختلافات في التفضيلات الموسيقية. صنف الباحثون المشاركين من الولايات المتحدة في مجموعتين، إذ عالجت المجموعة الأولى خبرات لا تقل عن سنتين من العزف على الآلات الموسيقية بينما امتلكت المجموعة الثانية بسنة واحدة كحد أقصى من الخبرات. قسّم الباحثون المشاركين من بوليفيا إلى مجموعتين بالاستناد إلى منطقتهم، مع امتلاك كل منهما لمستويات مختلفة من التعرض للثقافة الغربية. اتسمت مجموعة المشاركين من سانتا ماريا، تسيماني، بأهمية خاصة بسبب الاختلافات الجوهرية بين موسيقىهم والموسيقى الغربية إلى جانب انعزالهم النسبي عن تأثيرات الثقافة الغربية. تعرض المشاركون لمجموعة من الأصوات التقليدية المتناغمة والمتنافرة من الموسيقى الغربية، ثم طُلب منهم تقييم هذه الأصوات وفقًا لمدى استساغتهم لها. أشارت النتائج إلى امتلاك الأمريكيين، على وجه التحديد الموسيقيين المدربين منهم، تفضيلًا أقوى للتناغم في موسيقىهم. أظهرت مجموعتا لاباز وسان بروخا بدورهما درجة من التفضيل للتناغم. مع ذلك، استمتعت مجموعة تسيماني بالتوليفات الموسيقية المتناغمة والمتنافرة على حد سواء، ما يشير إلى تطور التفضيل المتناغم للموسيقى عبر التعرض الثقافي وعدم امتلاك الإنسان أي تفضيلات فطرية لنوع معين من الانسجامات أو التوليفات الموسيقية.
تستطيع الثقافة تغيير طريقة إدراك الفرد للموسيقى، ويمكنها تعديل الاستجابة الوجدانية للموسيقى، على وجه التحديد ضمن السياق الاجتماعي. يشعر الأفراد بوجود تواصل أكبر بين بعضهم البعض عند سماعهم الموسيقى النمطية في ثقافتهم مقارنة بسماعهم الموسيقى غير النمطية ثقافيًا. أشارت الأبحاث السابقة إلى أن سماع الموسيقى المألوفة له دور في تأسيس درجة أكبر من قدرة التنبؤ بالحركة، ما من شأنه المساهمة في تحقيق مزيد من التزامن الحركي بين الأفراد، وبالتالي تعزيز مشاعر الترابط الجماعي والاستمتاع بالموسيقى. تؤثر الثقافة أيضًا على قدرة الفرد على تذكر الموسيقى. أجرى ديموريست وموريسون (2016) دراسة حول الذاكرة الموسيقية العابرة للثقافات. شملت الدراسة سماع المشاركين الغربيين ستة مقتطفات موسيقية. كانت ثلاثة من هذه المقتطفات الموسيقية مأخوذة من الموسيقى الكلاسيكية التركية بينما ترجع المقتطفات الثلاثة الأخرى إلى الموسيقى الكلاسيكية الغربية. سمع المشاركون هذه المقتطفات الموسيقية ضمن ثلاثة سياقات موسيقية مختلفة (الأصلية، وأحادية الصوت ومتسقة الأزمنة). بمجرد تشغيل جميع المقتطفات وسماعها، تلقى المشاركون اختبار ذاكرة. أشارت نتائج هذا الاختبار إلى امتلاك المشاركين ذاكرة أفضل باستمرار عند تذكر الموسيقى الموافقة لثقافتهم مقارنة بالموسيقى غير المألوفة.
1. ↑  Schellenberg، Glen E.؛ Mankarious, Monika (أكتوبر 2012). "Music training and emotion comprehension in childhood". Emotion. ج. 12 ع. 5: 887–891. DOI:10.1037/a0027971. PMID:22642351.
2. 1 2 3  Schäfer، Thomas؛ Mehlhorn، Claudia (29 أبريل 2017). "Can personality traits predict musical style preferences? A meta-analysis". Personality and Individual Differences. ج. 116: 265–273. DOI:10.1016/j.paid.2017.04.061. مؤرشف من الأصل في 2022-12-21.
3. ↑  Brown، R. A. (1 أغسطس 2012). "Music preferences and personality among Japanese university students". International Journal of Psychology. ج. 47 ع. 4: 259–268. DOI:10.1080/00207594.2011.631544. PMID:22248342.
4. 1 2  Langmeyer، Alexandra؛ Guglhör-Rudan, Angelika؛ Tarnai, Christian (1 يناير 2012). "What Do Music Preferences Reveal About Personality?". Journal of Individual Differences. ج. 33 ع. 2: 119–130. DOI:10.1027/1614-0001/a000082.
5. 1 2  Chamorro-Premuzic، Tomas؛ Gomà-i-Freixanet, Montserrat؛ Furnham, Adrian؛ Muro, Anna (1 يناير 2009). "Personality, self-estimated intelligence, and uses of music: A Spanish replication and extension using structural equation modeling". Psychology of Aesthetics, Creativity, and the Arts. ج. 3 ع. 3: 149–155. DOI:10.1037/a0015342.
6. ↑  Herrera, Lucia; Soares-Quadros, João F. Jr; Lorenzo, Oswaldo (2018). "Music Preferences and Personality in Brazilians". Frontiers in Psychology (بالإنجليزية). 9: 1488. DOI:10.3389/fpsyg.2018.01488. ISSN:1664-1078. PMC:6113570. PMID:30186197.{{استشهاد بدورية محكمة}}:  صيانة الاستشهاد: دوي مجاني غير معلم (link)
7. 1 2 3  Anderson, Ian; Gil, Santiago; Gibson, Clay; Wolf, Scott; Shapiro, Will; Semerci, Oguz; Greenberg, David M. (May 2021). ""Just the Way You Are": Linking Music Listening on Spotify and Personality". Social Psychological and Personality Science (بالإنجليزية). 12 (4): 561–572. DOI:10.1177/1948550620923228. ISSN:1948-5506. Archived from the original on 2023-01-13.
8. 1 2  Brisson، Romain؛ Bianchi، Renzo (2020). "On the relevance of music genre-based analysis in research on musical tastes". Psychology of Music. ج. 48 ع. 6: 777–794. DOI:10.1177/0305735619828810. مؤرشف من الأصل في 2023-05-24.
9. 1 2  Bonneville-Roussy, Arielle; Rentfrow, Peter J.; Xu, Man K.; Potter, Jeff (2013). "Music through the ages: Trends in musical engagement and preferences from adolescence through middle adulthood". Journal of Personality and Social Psychology (بالإنجليزية). 105 (4): 703–717. DOI:10.1037/a0033770. PMID:23895269.
10. ↑  Zweigenhaft، Richard L. (1 يناير 2008). "A Do Re Mi Encore". Journal of Individual Differences. ج. 29 ع. 1: 45–55. DOI:10.1027/1614-0001.29.1.45.
11. ↑  Chamorro-Premuzic، Tomas؛ Fagan, Patrick؛ Furnham, Adrian (1 يناير 2010). "Personality and uses of music as predictors of preferences for music consensually classified as happy, sad, complex, and social". Psychology of Aesthetics, Creativity, and the Arts. ج. 4 ع. 4: 205–213. DOI:10.1037/a0019210.
12. ↑  Chamorro-Premuzic، Tomas؛ Swami, Viren؛ Furnham, Adrian؛ Maakip, Ismail (1 يناير 2009). "The Big Five Personality Traits and Uses of Music". Journal of Individual Differences. ج. 30 ع. 1: 20–27. DOI:10.1027/1614-0001.30.1.20.
13. ↑  Kopacz، Malgorzata (2005). "Personality and music preferences: The influence of personality traits on preferences regarding musical elements". Journal of Music Therapy. ج. 42 ع. 3: 216–239. DOI:10.1093/jmt/42.3.216. PMID:16086606.
14. ↑  Rentfrow، Peter J.؛ Gosling, Samuel D. (1 يناير 2003). "The do re mi's of everyday life: The structure and personality correlates of music preferences". Journal of Personality and Social Psychology. ج. 84 ع. 6: 1236–1256. DOI:10.1037/0022-3514.84.6.1236. PMID:12793587. مؤرشف من الأصل في 2022-12-21.
15. ↑  Ladinig، Olivia؛ Schellenberg, E. Glenn (1 يناير 2012). "Liking unfamiliar music: Effects of felt emotion and individual differences". Psychology of Aesthetics, Creativity, and the Arts. ج. 6 ع. 2: 146–154. DOI:10.1037/a0024671. مؤرشف من الأصل في 2022-12-21.
16. ↑  Tekman، Hasan Gürkan؛ Hortaçsu, Nuran (1 أكتوبر 2002). "Music and social identity: Stylistic identification as a response to musical style". International Journal of Psychology. ج. 37 ع. 5: 277–285. DOI:10.1080/00207590244000043.
17. ↑  Vuoskoski، Jonna K.؛ Thompson, William F.؛ McIlwain, Doris؛ Eerola, Tuomas (فبراير 2012). "Who enjoys listening to sad music and why?". Music Perception. ج. 29 ع. 3: 311–317. DOI:10.1525/mp.2012.29.3.311. مؤرشف من الأصل في 2021-12-09.
18. ↑  Miranda، Dave؛ Morizot, Julien؛ Gaudreau, Patrick (27 مارس 2012). "Personality Metatraits and Music Preferences in Adolescence: A Pilot Study". International Journal of Adolescence and Youth. ج. 15 ع. 4: 289–301. DOI:10.1080/02673843.2010.9748036.
19. ↑  Vuoskoski، Jonna K.؛ Eerola, Tuomas (13 يوليو 2011). "Measuring music-induced emotion: A comparison of emotion models, personality biases, and intensity of experiences". Musicae Scientiae. ج. 15 ع. 2: 159–173. DOI:10.1177/1029864911403367.
20. ↑  Schäfer، Thomas؛ Mehlhorn، Claudia (29 أبريل 2017). "Can personality traits predict musical style preferences? A meta-analysis". Personality and Individual Differences. ج. 116: 265–273. DOI:10.1016/j.paid.2017.04.061. مؤرشف من الأصل في 2023-08-28.
21. ↑  North، Adrian؛ Hargreaves, David (1996). "Situational influences on reported musical preference". Psychomusicology. ج. 15 ع. 1–2: 30–45. DOI:10.1037/h0094081.
22. ↑  Rawlings، D.؛ Ciancarelli, V. (1 أكتوبر 1997). "Music Preference and the Five-Factor Model of the NEO Personality Inventory". Psychology of Music. ج. 25 ع. 2: 120–132. DOI:10.1177/0305735697252003. S2CID:145601419.
23. ↑  McCown، William؛ Keiser, Ross؛ Mulhearn, Shea؛ Williamson, David (1997). "The role of personality and gender in preference for exaggerated bass in music". Personality and Individual Differences. ج. 23 ع. 4: 543–547. DOI:10.1016/s0191-8869(97)00085-8.
24. 1 2 3 4 5  McDermott، Josh؛ Schultz، Alan (13 يوليو 2016). "Indifference to dissonance in native Amazonians reveals cultural variation in music perception". Nature. ج. 535 ع. 7613: 547–550. Bibcode:2016Natur.535..547M. DOI:10.1038/nature18635. PMID:27409816. S2CID:205249764. مؤرشف من الأصل في 2023-05-24.
25. 1 2 3  Stupacher، Jan؛ Wood، Guilherme (يوليو 2018). "Effects of cultural background and musical preference on affective social entrainment with music". Proceedings of ICMPC15/ESCOM10: 438–441. مؤرشف من الأصل في 2023-05-24.
26. 1 2  Demorest، Steven M.؛ Morrison، Steven J. (1 يونيو 2016). "The influence of contextual cues on cultural bias in music memory". Music Perception. ج. 33 ع. 5: 590–600. DOI:10.1525/mp.2016.33.5.590. JSTOR:26417336. مؤرشف من الأصل في 2023-05-24.

## السمات الخمسة الكبار للشخصية

### الانفتاح على التجربة
من بين جميع السمات، تبين أن الانفتاح على التجربة له التأثير الأكبر على تفضيل النوع. بشكل عام، يفضل أولئك الذين تم تصنيفهم بدرجة عالية من الانفتاح على التجربة الموسيقى المصنفة على أنها أكثر تعقيدًا ورواية، مثل الموسيقى الكلاسيكية والجاز والانتقائية، بالإضافة إلى الموسيقى الحادة والمتمردة. في الدراسة، اشتملت الأنواع العاكسة والمعقدة على الموسيقى الكلاسيكية والبلوز والجاز والموسيقى الشعبية، في حين تضمنت الأنواع الحادة والمتمردة موسيقى الروك والبديل وموسيقى الهيفي ميتال. أحد جوانب الانفتاح على التجربة هو التقدير الجمالي، وهو كيف يشرح الباحثون عمومًا العلاقة الإيجابية العالية بين الانفتاح والإعجاب بالموسيقى المعقدة.
وجدت إحدى الدراسات التي تبحث في كيفية تأثير سمات الشخصية على المشاعر التي تسببها الموسيقى أنه، من بين جميع السمات، كان الانفتاح على التجربة هو أفضل مؤشر على ردود الفعل العاطفية العالية للموسيقى الحزينة والبطيئة. كانت المشاعر الأكثر شيوعًا التي تم وصفها من الموسيقى الحزينة هي الحنين والسكينة والاندهاش والانفتاح على التجربة المرتبطة بشكل إيجابي بكل هذه المشاعر. كما تم وضع نظرية للموسيقى الحزينة للسماح بتجربة أكبر للتجارب الجمالية والجمال. علاوة على ذلك، يُظهر الأفراد الذين سجلوا درجات عالية في الانفتاح على التجربة تفضيلهم للأنماط الموسيقية المتنوعة، لكنهم لا يفضلون الأشكال الشعبية للموسيقى المعاصرة، مما يشير إلى وجود حدود لهذا الانفتاح. ومع ذلك، هذا صحيح فقط إلى حد معين، حيث نظرت دراسة أخرى في قدرة الموسيقى على إحداث "قشعريرة" لدى المستمعين. على الرغم من أن هذه الدراسة وجدت أن الانفتاح كان أفضل مؤشر على تفضيل النوع، لا توجد طريقة لاستخدام الانفتاح للتجربة للتنبؤ بما إذا كان المرء سيصاب بقشعريرة من الموسيقى أم لا. بدلاً من ذلك، كان المقياس الوحيد لذلك هو تكرار الاستماع إلى الموسيقى والقيمة المحددة ذاتيًا لأهمية الموسيقى في حياة الفرد.
درست دراسة أخرى كيفية ارتباط الانفتاح على التجربة وتكرار الاستماع وكيفية تأثيرهما على تفضيل الموسيقى. أثناء الاستماع إلى مقتطفات من الموسيقى الكلاسيكية، يميل أولئك الذين حصلوا على درجة عالية من الانفتاح إلى الانخفاض في الإعجاب بالموسيقى بشكل أسرع أثناء الاستماع المتكرر، على عكس أولئك الذين سجلوا درجات منخفضة في الانفتاح، والذين يميلون إلى حب الموسيقى أكثر مع المسرحيات المتكررة. يشير هذا إلى أن الحداثة في الموسيقى هي صفة مهمة للأشخاص الذين يتمتعون بدرجة عالية من الانفتاح على التجربة.
أجرت إحدى الدراسات أشخاصًا يخضعون لاختبار الشخصية قبل وبعد الاستماع إلى الموسيقى الكلاسيكية مع وبدون كلمات مكتوبة أمامهم. أظهرت الموسيقى مع وبدون كلمات بعض التأثير على السمات الشخصية للأفراد المبلغ عنها ذاتيًا، والأهم من ذلك من حيث الانفتاح على التجربة، والذي أظهر زيادة كبيرة. بدلاً من تأثير الشخصية على تفضيل الموسيقى، غيّرت الموسيقى الكلاسيكية هنا تقييم شخصياتهم وجعلت الناس يقيّمون أنفسهم على أنهم أكثر انفتاحًا على التجربة.
يرتبط الانفتاح على التجربة بشكل إيجابي أيضًا بتكرار الاستخدام الفكري أو المعرفي للموسيقى، مثل تحليل التراكيب الموسيقية المعقدة. علاوة على ذلك، يفضل الأفراد الأكثر انفتاحًا على التجربة عددًا أكبر من الموضوعات اللحنية في عمل موسيقي.

### الضمير الحي
يرتبط الضمير ارتباطًا سلبيًا بالموسيقى الشديدة والمتمردة، مثل موسيقى الروك وموسيقى الهيفي ميتال. بينما وجدت الدراسات السابقة ارتباطًا بين الضمير والتنظيم العاطفي، فإن هذه النتائج لا تنطبق عبر الثقافات - على وجه التحديد، لم يجد الباحثون هذا الارتباط في ماليزيا.

### الانبساط
الانبساط هو مؤشر جيد آخر لتفضيل نوع الموسيقى واستخدام الموسيقى. تم ربط المنفتحين النشطين بالتفضيلات في الموسيقى السعيدة والمتفائلة والتقليدية، فضلاً عن الموسيقى النشطة والإيقاعية، مثل موسيقى الراب والهيب هوب والروح والموسيقى الإلكترونية والرقص. بالإضافة إلى ذلك، يميل المنفتحون إلى الاستماع إلى الموسيقى أكثر ولديهم موسيقى خلفية موجودة في حياتهم في كثير من الأحيان. قارنت إحدى الدراسات بين الانطوائيين والمنفتحين لمعرفة من الذي يمكن أن يشتت انتباهه موسيقى الخلفية بسهولة أكبر مع كلمات الأغاني وبدونها. كان من المفترض أنه نظرًا لأن المنفتحين يستمعون إلى الموسيقى الخلفية أكثر، فسيكونون قادرين على ضبطها بشكل أفضل، ولكن ثبت أن ذلك غير صحيح. بغض النظر عن مقدار الموسيقى التي يستمع إليها الناس، فإنهم ما زالوا يتأثرون ويتشتت انتباههم بالموسيقى التي تحتوي على كلمات. يفضل المنفتحون أيضًا الموسيقى المبهجة ذات الوتيرة السريعة والعديد من الموضوعات اللحنية والغناء. هم أكثر عرضة من غيرهم للاستماع إلى الموسيقى في الخلفية أثناء القيام بأنشطة أخرى، مثل الجري أو التواجد مع الأصدقاء أو الدراسة. تميل هذه المجموعة أيضًا إلى استخدام الموسيقى لمواجهة رتابة المهام اليومية، مثل الكي. في دراسة تركية، وجد الباحثون أن المنفتحين يفضلون موسيقى الروك والبوب والراب لأن هذه الأنواع تسهل الرقص والحركة.
فحصت دراسة أخرى معلمي الموسيقى والمعالجين بالموسيقى، مفترضة أن الأشخاص الذين يحبون الموسيقى ويدرسونها سيكونون أكثر انفتاحًا. أظهرت النتائج أن معلمي الموسيقى كانوا بالتأكيد أعلى في الانبساط من عامة الناس. كان المعالجون بالموسيقى أيضًا أعلى في الانبساط من الانطواء، على الرغم من أنهم سجلوا درجات أقل بكثير من المعلمين. يمكن أن تُعزى الاختلافات إلى كون التدريس مهنة أكثر اعتمادًا على الانبساطية.

### موافقة
يفضل الأفراد المقبولون الموسيقى المبهجة والتقليدية. لقد ثبت أيضًا أن التوافق يرتبط بتفضيلات موسيقية أكثر سهولة وراحة. بالإضافة إلى ذلك، أظهر المستمعون ذوو القبول العالي استجابة عاطفية شديدة للموسيقى لم يسمعوا بها من قبل. التوافق هو أيضًا مؤشر جيد على الكثافة العاطفية التي تعاني منها جميع أنواع الموسيقى، الإيجابية منها والسلبية. يميل أولئك الذين يسجلون درجات عالية في التوافق إلى ردود أفعال عاطفية أكثر حدة تجاه جميع أنواع الموسيقى.

### العصابية
كلما كان الشخص أكثر عصبية، زادت احتمالية سماعه للموسيقى الحادة والمتمردة (مثل موسيقى الروك والبديل والهيفي ميتال). بالإضافة إلى ذلك، ترتبط العصابية ارتباطًا إيجابيًا بالاستخدام العاطفي للموسيقى. أولئك الذين سجلوا درجات عالية في العصابية كانوا أكثر عرضة للإبلاغ عن استخدام الموسيقى لتنظيم المشاعر وتجربة شدة أعلى للتأثير العاطفي، وخاصة المشاعر السلبية.

## التأثيرات الفردية والظرفية على التفضيلات الموسيقية
لقد ثبت أن المواقف تؤثر على تفضيلات الفرد لأنواع معينة من الموسيقى. قدم المشاركون في دراسة من عام 1996 معلومات حول الموسيقى التي يفضلون الاستماع إليها في مواقف معينة، وأشاروا إلى أن الوضع يحدد بشكل كبير تفضيلاتهم الموسيقية. على سبيل المثال، تتطلب المواقف الكئيبة موسيقى حزينة ومزاجية، في حين أن حالة الإثارة تتطلب إيقاعًا عاليًا وقويًا وموسيقى تنشيطية.

### ثقافة
أظهرت الأبحاث أن الثقافة يمكن أن تؤثر على التفضيلات الموسيقية. يميل البشر إلى الاستمتاع بالموسيقى المتشابهة ثقافيًا أكثر من الموسيقى غير النمطية ثقافيًا. في دراسة أجراها ماكديرموت وشولتز (2016)، تم تقييم المشاركين من ثلاث مناطق في بوليفيا (لاباز وسان بورخا وسانتا ماريا) والولايات المتحدة للاختلافات في تفضيلات الموسيقى. تم تقسيم المشاركين من الولايات المتحدة إلى مجموعتين، حيث تمتلك المجموعة الأولى خبرة لا تقل عن سنتين في العزف على آلة موسيقية، بينما تمتلك المجموعة الأخرى خبرة لا تزيد عن عام واحد. تم تقسيم المشاركين من بوليفيا إلى مجموعات بناءً على منطقتهم، حيث شهدت كل منطقة مستويات مختلفة من التعرض للثقافة الغربية. كانت مجموعة المشاركين من سانتا ماريا، التسيماني، ذات أهمية خاصة بسبب الاختلافات الجوهرية بين موسيقاهم والموسيقى الغربية بالإضافة إلى عزلتهم النسبية عن التأثيرات الثقافية الغربية. تعرض المشاركون لأصوات تقليدية متناغمة ومتنافرة من الموسيقى الغربية وطُلب منهم تقييم مدى روعة الصوت. أشارت النتائج إلى أن الأمريكيين، وخاصة الموسيقيين المدربين، أظهروا أقوى تفضيل للتناسق في موسيقاهم. أظهرت المجموعات من لاباز وسان بورخا أيضًا بعض التفضيل للتوافق . ومع ذلك، تمتع تسيماني بكل من الأوتار المتناغمة والمتنافرة على حد سواء، مما يشير إلى أن تفضيلات التوافق في الموسيقى يتم تطويرها من خلال التعرض الثقافي وليس لدى البشر تفضيلات فطرية لبعض التناغمات أو الأوتار.
تغير الثقافة الطريقة التي ينظر بها الفرد إلى الموسيقى، وتغير الاستجابة العاطفية للموسيقى، لا سيما في السياق الاجتماعي. يشعر الناس بأنهم أكثر ارتباطًا ببعضهم البعض عند الاستماع إلى موسيقى نموذجية ثقافيًا أكثر من شعورهم عندما يستمعون إلى موسيقى غير نمطية ثقافيًا. أشارت الأبحاث السابقة إلى أن الاستماع إلى الموسيقى المألوفة قد يساعد أيضًا في إنشاء قدرة أكبر على التنبؤ بالحركة، والتي يمكن أن تؤدي إلى مزيد من التزامن الحركي بين الأفراد، مما يزيد من تضخيم مشاعر الاتصال الجماعي والاستمتاع بالموسيقى. تؤثر الثقافة أيضًا على قدرة الشخص على تذكر الموسيقى. تم إجراء دراسة حول ذاكرة الموسيقى عبر الثقافات بواسطة Demorest and Morrison (2016). في الدراسة، قام المشاركون الغربيون بعزف ستة مقتطفات موسيقية. ثلاثة من المقتطفات من الموسيقى الكلاسيكية التركية، والثلاثة الأخرى من الموسيقى الكلاسيكية الغربية. تم تقديم الموسيقى في ثلاثة سياقات موسيقية مختلفة (أصلي، أحادي الصوت ومتساوي التوقيت). بمجرد تشغيل جميع المقتطفات، تلقى المشاركون اختبارًا للذاكرة. تشير نتائج اختبار الذاكرة إلى أن ذاكرة المشاركين كانت دائمًا أفضل في استدعاء الموسيقى داخل الثقافة من الموسيقى غير المألوفة.

### عمر
العمر عامل قوي في تحديد تفضيل الموسيقى. هناك أيضًا دليل على أن التفضيلات والآراء تجاه الموسيقى يمكن أن تتغير مع تقدم العمر. في دراسة كندية تتعلق بكيفية ارتباط تفضيلات المراهقين الموسيقية بالشخصية، وجد الباحثون أن المراهقين الذين يفضلون الموسيقى الثقيلة أظهروا تدنيًا في احترام الذات، ومستويات أعلى من عدم الراحة داخل الأسرة، ويميلون إلى الشعور بالرفض من قبل الآخرين. كان المراهقون الذين يفضلون الموسيقى الخفيفة منشغلين بفعل الشيء الصحيح، ويواجهون صعوبة في الموازنة بين الاستقلال والاعتماد. كان المراهقون الذين لديهم تفضيلات موسيقية انتقائية يواجهون صعوبة أقل في التفاوض في مرحلة المراهقة، وكانوا مرنين في استخدام الموسيقى وفقًا للحالة المزاجية والاحتياجات الخاصة في ذلك الوقت.

### وجهات النظر الذاتية
يمكن أيضًا أن تتأثر تفضيلات الموسيقى بالطريقة التي يريدها الفرد أن يُنظر إليه، خاصة عند الذكور. يمكن استخدام تفضيلات الموسيقى لتقديم مطالبات هوية ذاتية التوجيه. قد يختار الأفراد أنماطًا موسيقية تعزز آرائهم الذاتية. على سبيل المثال، يفضل الأفراد ذوو النظرة المحافظة الأنماط التقليدية للموسيقى، بينما يفضل الأفراد ذوو النظرة الذاتية الرياضية الموسيقى القوية. يدفع الأفراد تصوراتهم دون وعي إلى بيئاتهم، والموسيقى توضح ذلك. في دراسة أجريت عام 1953، بدأ كاتيل وأندرسون عملية تحديد التفضيل الموسيقي من خلال السمات اللاواعية. في حين أن النتائج التي توصلوا إليها لم تكن حاسمة، إلا أنها أوجدت أساسًا بحثيًا للحالات اللاحقة. الموسيقى هي طريقة مشابهة للنظام الغذائي واللياقة البدنية للتعبير عن الخصائص الداخلية ظاهريًا. وجدت رينتفرو وجوسلينج من خلال دراستهما للمجالات السبعة أن الموسيقى بالنسبة للكثيرين احتلت مكانة عالية جدًا في التصنيف العالمي.

### المزاج
المزاج النشط هو عامل آخر يؤثر على تفضيل الموسيقى. بشكل عام، ما إذا كان الناس في حالة مزاجية جيدة أو سيئة عند سماعهم للموسيقى يؤثر على شعورهم تجاه نوع الموسيقى وأيضًا على استجابتهم العاطفية. في هذا الخط من التفكير، ثبت أن العدوانية تحسن الإبداع والكثافة العاطفية المستمدة من الموسيقى. يجد الأشخاص الذين يعانون من اضطرابات عدوانية أن الموسيقى هي منفذ عاطفي قوي. يؤثر الاكتئاب أيضًا على التصورات والاستجابات العاطفية الناتجة عن الموسيقى. يصنف الأفراد المكتئبون ذكرياتهم العرضية المرتبطة بالموسيقى أقل من غير المصابين بالاكتئاب. بالإضافة إلى ذلك، تؤثر القيمة التي يضعها الأشخاص على الموسيقى وتكرار الاستماع على ردود أفعالهم تجاهها. إذا استمع الناس إلى نوع معين من الموسيقى وأضفوا تجربة عاطفية إلى الأغاني أو نوعًا ما بشكل عام، فإن هذا يزيد من احتمالية الاستمتاع بالموسيقى والتأثر بها عاطفياً. يساعد هذا في تفسير سبب تفاعل العديد من الأشخاص بشدة مع الموسيقى التي كان آباؤهم يستمعون إليها كثيرًا عندما كانوا أطفالًا.

### حركة
تشير الأبحاث إلى أن حركة الجسم قد تلعب دورًا في تحديد الأذواق الموسيقية. يمكن لحركة الجسد أن تخلق مشاعر إيجابية أو سلبية تجاه الموسيقى اعتمادًا على ما إذا كانت الحركة مرتبطة بحالة عاطفية إيجابية أو سلبية. أظهرت دراسة أجراها Weigelt and Walther (2011) أن أداء حركة جسدية إيجابية أثناء الاستماع إلى أغنية أدى إلى زيادة تصنيف التفضيل لتلك الأغنية مقارنة بالحركة الجسدية السلبية. وجد أن الحركات المرتبطة بالعضلات المبتسمة (سواء إيجابية أو سلبية) لها التأثير الأكبر على التفضيل الموسيقي.